# Mondo (Kahama)
Mondo è una circoscrizione rurale (rural ward) della Tanzania situata nel distretto urbano di Kahama, regione di Shinyanga. Conta una popolazione di 11 481 abitanti (censimento 2012).